# 3824 Brendalee
A 3824 Brendalee (ideiglenes jelöléssel 1929 TK) a Naprendszer kisbolygóövében található aszteroida. Clyde Tombaugh fedezte fel 1929. október 5-én.